# Protovis
Protovis — JavaScript библиотека для визуализации цифровых данных в виде графиков и диаграмм.
Внешний вид графика кодируется скриптом с синтаксисом, напоминающим Prototype и jQuery.
Авторы проекта Майк Босток и Джефф Хиир являются сотрудниками Stanford Visualization Group.
В основе Protovis использует Canvas element для рендеринга, позволяя прозрачно внедрять визуальные элементы веб-страницы.

## Использование
Protovis — один JavaScript файл, содержащий все свои декларации и функции. Она может быть включена в веб-страницу с помощью следующего кода:
```
<
script
 
type
=
"text/javascript"
 
src
=
"protovis-r3.1.js"
></
script
>

```

Для отображения графика в тело страницы нужно добавить код следующим образом
```
<
script
 
type
=
"text/javascript+protovis"
>

  
// Protovis code goes here...

</
script
>

```

## Примеры
Вот пример кода, необходимого для построения простого столбчатого графика:
```
// Create the root panel and set the visualization's size to 150x150

var
 
vis
 
=
 
new
 
pv
.
Panel
()

    
.
width
(
150
)

    
.
height
(
150
);

// Add the horizontal rules (grid lines), we add them first so they go in the back.

vis
.
add
(
pv
.
Rule
)

    
.
data
(
pv
.
range
(
0
,
 
2
,
 
.5
))

    
.
bottom
(
function
(
d
)
 
d
 
*
 
80
 
+
 
1
)

  
.
add
(
pv
.
Label
);

// Add the bars with the height corresponding to the values in the data property

vis
.
add
(
pv
.
Bar
)

    
.
data
([
1
,
 
1.2
,
 
1.7
,
 
1.5
,
 
.7
])

    
.
width
(
20
)

    
.
height
(
function
(
d
)
 
80
 
*
 
d
)

    
.
bottom
(
0
)

    
.
left
(
function
()
 
this
.
index
 
*
 
25
 
+
 
25
)
 
// this.index is the position of the datum in the array

  
.
anchor
(
"bottom"
).
add
(
pv
.
Label
);
 
// Add a label to the bottom of each bar

// Render everything.

vis
.
render
();

```

В Protovis широко используются цепочки методов, что позволяет написать пример всего в 4 предложения.